# 엣지 오브 다크니스 (2010년 영화)
《엣지 오브 다크니스》(영어: Edge of Darkness)는 영국과 미국에서 제작된 마틴 캠벨 감독의 2010년 액션 범죄 스릴러 드라마 영화이다. 동명의 1985년 BBC 텔레비전 시리즈(Edge of Darkness)가 원작이다. 멜 깁슨 등이 출연하였고, 팀 헤딩턴 등이 제작에 참여하였다.
이 영화는 2010년 1월 29일 영국과 미국에서 개봉하였으며, 로튼토마토에서 지지도 54%를 받았다.

## 출연진
- 멜 깁슨
- 레이 윈스턴
- 대니 휴스턴
- 보야나 노바코비치
- 숀 로버츠
- 데이비드 에런 베이커
- 제이 O. 샌더스
- 캐터리나 스코소네이
- 벵가 아키나베
- 데니스 오헤어
- 데이미언 영
- 피터 허먼
- 프랭크 그릴로
- 폴 스파크스

## 기타 제작진
- 공동 제작: 콰메이 L. 파커
- 배역: 팸 딕슨, 캐럴린 피크먼
- 미술: 토머스 E. 샌더스
- 세트: 제이 하트
- 의상: 린디 헤밍
- 스턴트: J. J. 페리